# Lonchoptera nitidifrons
Lonchoptera nitidifrons is een vliegensoort uit de familie van de Lonchopteridae. De wetenschappelijke naam van de soort is voor het eerst geldig gepubliceerd in 1899 door Strobl.